# Корсаков, Владимир Васильевич
Владимир Васильевич Корсаков (1923—2001) — младший лейтенант Рабоче-крестьянской Красной Армии, участник Великой Отечественной войны, Герой Советского Союза (1945).

## Биография
Владимир Корсаков родился 15 июля 1923 года в Москве. После окончания семи классов школы, школы фабрично-заводского ученичества и водительских курсов работал шофёром грузовой автомашины. В августе 1941 года добровольно пошёл в народное ополчение, был направлен в первый комсомольский партизанский отряд. В его составе занимался подрывной и разведывательной работой во вражеском тылу, в одном из боёв был легко ранен. В декабре 1941 года отряд был расформирован, а Корсаков был направлен в Камышинское танко-техническое училище, которое окончил в 1944 году.
К январю 1945 года гвардии младший лейтенант Владимир Корсаков командовал танком «Т-34» 47-й гвардейской танковой бригады 9-го гвардейского танкового корпуса 2-й гвардейской танковой армии 1-го Белорусского фронта. Отличился во время освобождения Польши. Во время боёв в районе Мщонува и Жирардува экипаж Корсакова уничтожил несколько мостов, 2 танка, 6 артиллерийских орудий, более 20 тягачей и БТР, склад с боеприпасами, около 6 пехотных взводов, а также взял в плен полковника вермахта. В бою за аэродром в районе Сохачева экипаж Корсакова уничтожил 23 вражеских самолёта. 16 января танк Корсакова первым вошёл в Сохачев, уничтожив 2 танка и несколько артиллерийских орудий, что позволило отрезать путь к отступлению противника из Варшавы.
Указом Президиума Верховного Совета СССР от 24 марта 1945 года за «образцовое выполнение боевых заданий командования на фронте борьбы с немецкими захватчиками и проявленные при этом мужество и героизм» гвардии младший лейтенант Владимир Корсаков был удостоен высокого звания Героя Советского Союза с вручением ордена Ленина и медали «Золотая Звезда» за номером 6751.
1 мая 1945 года танк Корсакова был подбит в Берлине выстрелом фаустпатрона, произведённого подростками из «Гитлерюгенда». Экипаж Корсакова погиб, но сам он остался жив, получив тяжёлое ранение. После окончания войны Корсаков был уволен в запас. Проживал в Москве. После окончания Московского лесотехнического института работал в Министерстве лесной промышленности СССР. Умер 2 октября 2001 года.
Почётный гражданин Сохачева. Был также награждён орденом Отечественной войны 1-й степени и рядом медалей, иностранными наградами.